# Nello D'Angelo
Nello D’Angelo (Foggia, Italia 01/07/1962), con nombre de nacimiento Aniello D’Angelo, es empresario y coach, autor de libros de método operativo y psicología inmobiliaria, Keynote speaker.

## Carrera
Mentor y Coach inmobiliario, Nello D’Angelo ha desarrollado su carrera inmobiliaria en Italia, Portugal, España y México. Empezó como comercial en Milán en 1985 y desde entonces ha sido franquiciado, plurifranquiciado, desarrollador, asesor, director general, consejero y socio cofundador en importantes marcas internacionales del Real Estate.
Actualmente es CEO fundador de la Real Estate Academy y en Italia de CRS Italy. Es 'senior advisor' y formador de las redes inmobiliarias más importantes a nivel mundial, además de promotor del Club Mundial de la Formación y Master Trainer en PNL (Programación Neurolingüística).

## Asesoría y Seminarios
Nello D'Angelo es creador del sistema de coaching y mentoring inmobiliario WtS (Walking to Success) donde se han formado y asesorado empresarios y agentes del sector inmobiliario durante más de tres décadas en países como España, Italia, Portugal, Argentina, México, entre otros. Este sistema se basa en el método operativo descrito y explicado en la colección de libros de El árbol de las ventas.
En sus seminarios y cursos explica el planteamiento de los objetivos, utilizando la disciplina de la programación neurolingüística, en el cual se entrena mente y cuerpo hasta conseguir las metas deseadas. A este proceso los llama “Los pasos del Gigante”.

## Libros
- D'Angelo, Nello (2019). El árbol de las ventas. Profit editorial l. sl. p. 240. ISBN 978-8417209902.
- D'Angelo, Nello (2020). AMP Inmobiliaria (Actitud Mental Positiva). Amazon. p. 144. ISBN 979-8688729740.
- D'Angelo, Nello (2021). Inmoagenda MYDARUMA para agente. Amazon. p. 304. ISBN 979-8588177344.
- D'Angelo, Nello (2021). Inmoagenda MYDARUMA para Responsable. Amazon. p. 304. ISBN 979-8588518819.
- D'Angelo, Nello (2021). Inmoagenda MYDARUMA para Gerente. Amazon. p. 388. ISBN 979-8728872276.
- D'Angelo, Nello (2021). Inmoagenda MYDARUMA para Personal Shopper. Amazon. p. 304. ISBN 979-8595435178.